# Алојз Хелих
Алојз Хелих (1843-1902) је био српски апотекар.

## Биографија
Године 1872. ступио је у српску војску као апотекар прве класе. Касније постаје први апотекар у чину мајора. У Српско-турским ратовима 1876-7 и 1877-8 обавља функцију главног апотекара. Био је члан Војносанитетског комитета. Својим радом је знатно допринео развоју апотекарске струке и материјалном обезбеђењу санитетске службе српске војске. Умро је 1902. године у Београду.